# Istruzione femminile

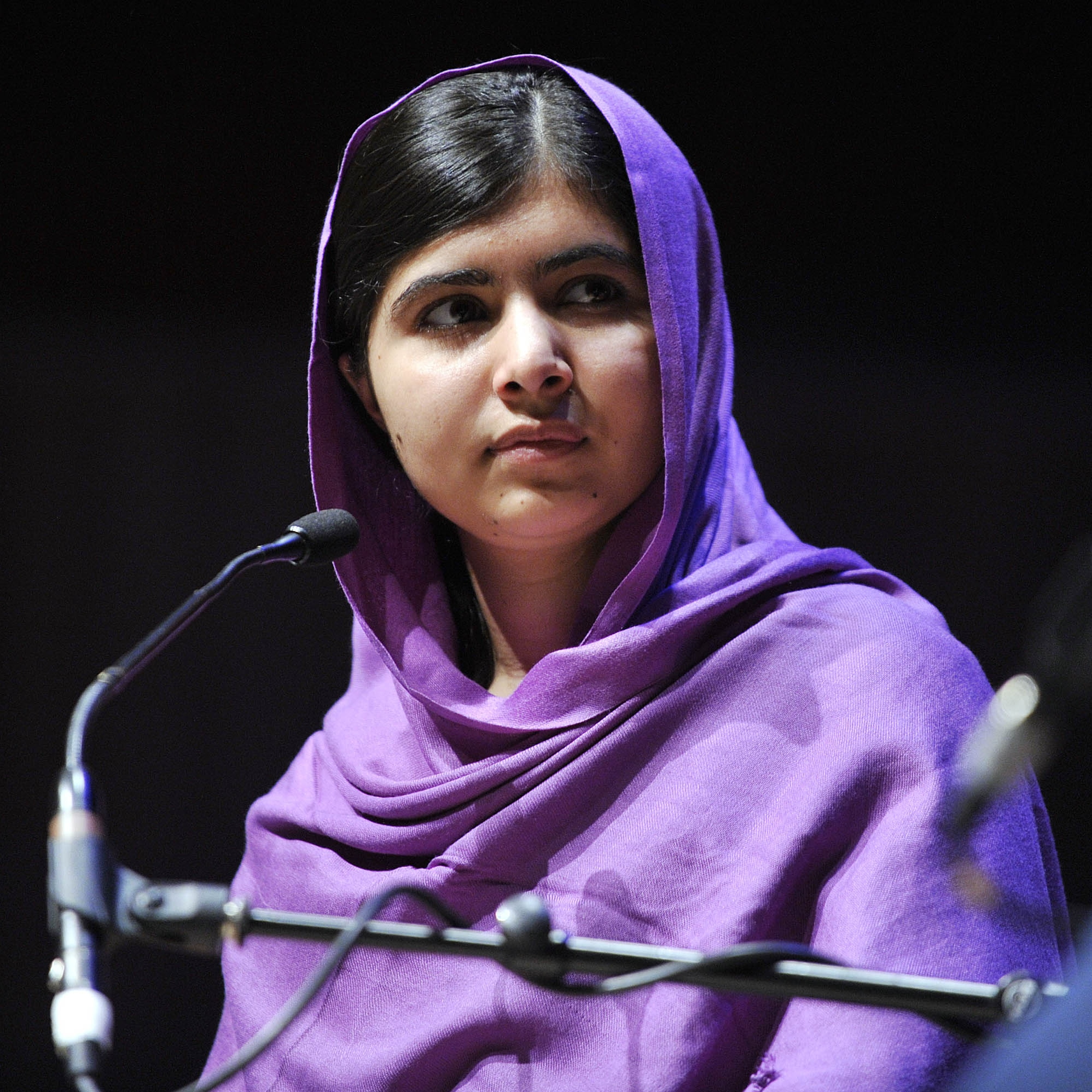
Malala Yousafzai, Premio Nobel per la pace del 2014: i Talebani le spararono in testa nel 2012 per impedirle di andare a scuola.

L'istruzione femminile è il termine generico che indica tutto il complesso di argomenti e dibattiti riguardanti sia l'istruzione pubblica sia la scuola privata (dall'istruzione primaria, all'istruzione secondaria, all'istruzione superiore e all'educazione sanitaria in particolare) rivolte espressamente alle bambine, alle ragazze e alle donne. Essa comprende i settori di parità e di uguaglianza di genere e l'accesso all'istruzione nella sua connessione con l'alleviamento della povertà.
Vi sono anche coinvolte le questioni dell'educazione sessuale e dell'educazione religiosa in quanto la separazione dell'istruzione lungo le linee di genere e gli insegnamenti religiosi nel campo dell'istruzione sono stati tradizionalmente dominanti e rimangono ancora molto rilevanti nelle discussioni contemporanee sull'educazione femminile globalmente considerata.
Mentre i movimenti rifacentesi al femminismo hanno certamente promosso l'importanza delle questioni legate all'educazione femminile, il dibattito è ampio e non assolutamente definito; esso può includere ad esempio l'educazione contro l'AIDS, l'istruzione universale (cioè l'istruzione elementare e media a livello statale indipendentemente dal genere) la quale non è ancora una norma globale anche se essa viene assunta dalla maggior parte dei paesi sviluppati.

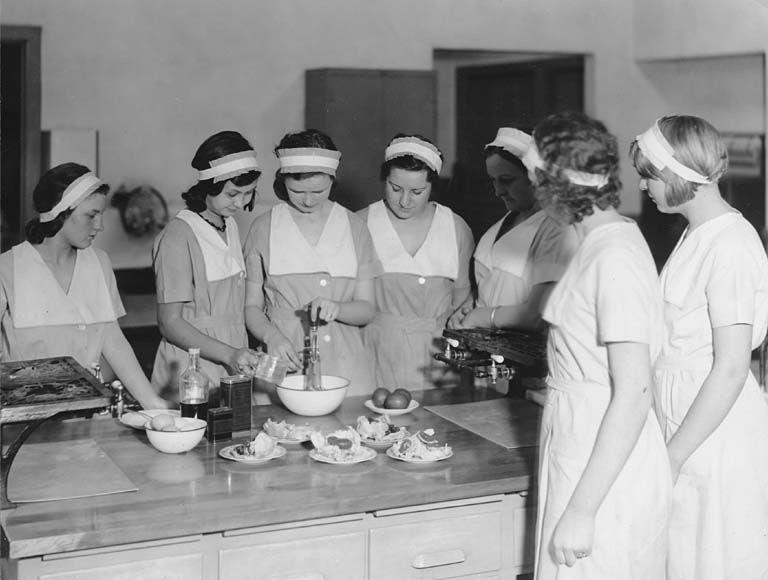
Studentesse di economia domestica a Washington nella prima metà del XX secolo.

In alcuni paesi occidentali le donne hanno oramai superato gli uomini in molti livelli d'istruzione; negli Stati Uniti d'America per esempio nel 2005-06 le donne hanno ottenuto il 62% dei diplomi, il 58% dei Bachelor's degree, il 60% dei Master's degree e il 50% dei dottorati. Anche l'istruzione per le donne disabili è migliorata; nel 2011 Giusi Spagnolo è diventata la prima donna con la sindrome di Down a laurearsi in Europa, all'Università degli Studi di Palermo..
Il miglioramento dei livelli educativi delle ragazze è stato dimostrato avere dei chiari impatti sul futuro della salute e su quello economico delle giovani donne, che a loro volta migliorano le prospettive di tutta la comunità. Il tasso di mortalità infantile dei neonati le cui madri hanno frequentato almeno l'istruzione primaria è la metà di quello dei bambini le cui madri sono rimaste analfabete.

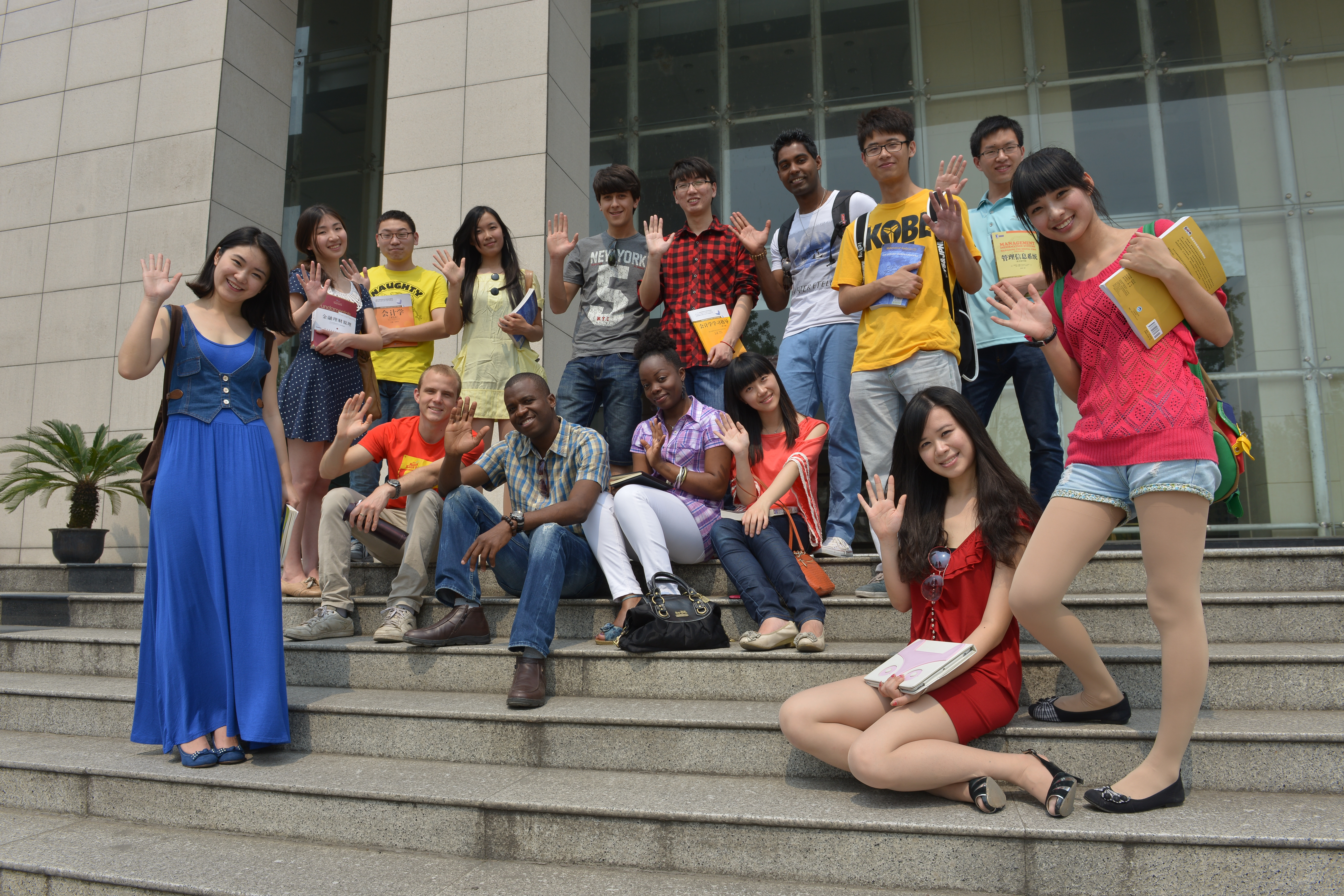
Studentesse e studenti della "Southwestern University of Finance and Economics" di Chengdu (2013).

Nei paesi più poveri del mondo almeno il 50% delle ragazze continua a non frequentare la scuola secondaria; tuttavia la ricerca dimostra che ogni anno extra di scuola per le ragazze aumenta il loro reddito di vita del 15%. Migliorare le condizioni che favoriscono l'istruzione femminile - e quindi il potenziale di guadagno delle donne - migliora direttamente anche lo standard di vita dei loro figli, poiché le donne investono una parte maggiore del proprio reddito nelle famiglie rispetto agli uomini. Nonostante ciò rimangono ancora molte barriere all'istruzione femminile. In alcuni paesi africani come il Burkina Faso rimane molto improbabile che le bambine riescano a frequentare le scuole per motivi di base come la mancanza di strutture private con accesso a bagni per le ragazze.
I tassi di frequenza più elevati delle scuole superiori e dell'istruzione universitaria tra le donne, in particolare in quei paesi che si trovano ancora in fase arretrata di sviluppo, le hanno aiutate ad intraprendere carriere professionali con salari maggiormente remunerativi. L'istruzione aumenta il livello di consapevolezza della salute propria e dell'intera famiglia. L'aumento dei livelli d'istruzione e formazione avanzata delle donne tende anche a portare più in alto l'età del primo rapporto sessuale (quindi l'avvio dell'attività sessuale), del primo matrimonio e conseguentemente anche del primo parto, nonché una maggiore probabilità di rimanere nubili, di non avere figli, di non sposarsi formalmente e, in alternativa, una crescita esponenziale della convivenza e dell'unione civile a lungo termine.
L'istruzione può condurre a un tasso più elevato di coscienza nel campo della contraccezione e, come diretta conseguenza, un livello notevolmente più basso di infezioni causate da malattie sessualmente trasmissibili e questo non solo tra le donne, ma anche tra i partner e i figli; può inoltre aumentare il livello delle risorse disponibili per le donne che avviano un divorzio o che si trovano in una situazione di violenza domestica. È stato infine dimostrato che un più alto livello d'istruzione femminile aumenta la comunicazione delle donne con i loro partner e datori di lavoro e migliora i tassi di partecipazione civica come il suffragio femminile o gli incarichi nei pubblici uffici.

## Problemi

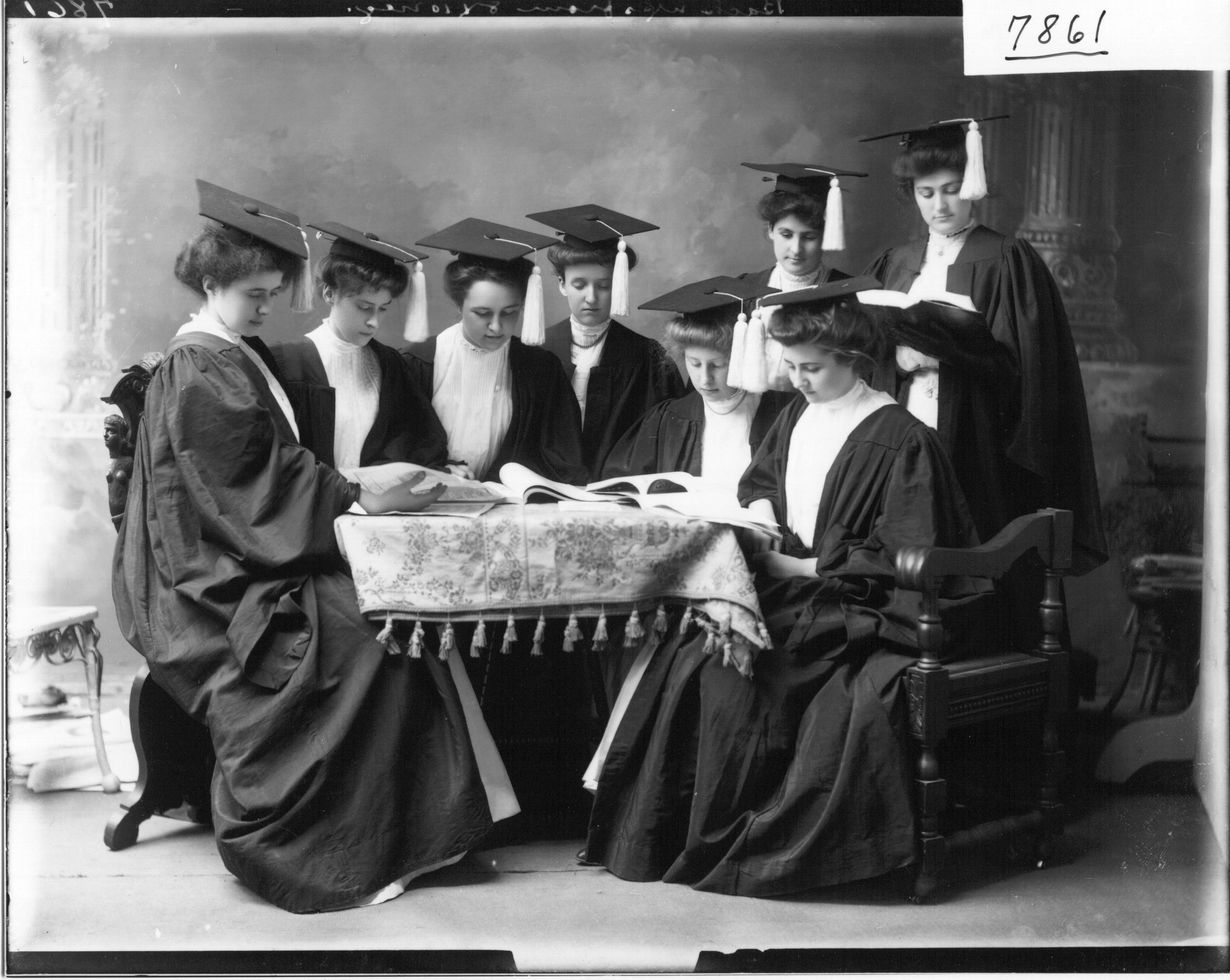
Studentesse di college a Oxford (Ohio) nel 1907.

### Istruzione e violenza contro le donne
In Pakistan è stata rilevata una relazione negativa tra il livello formale d'istruzione che una donna raggiunge e la probabilità di subire atti di violenza. Il ricercatore ha utilizzato un metodo di campionamento volto a proteggere la privacy, oltre che per questioni etiche; un informatore ha svolto un ruolo importante nel raccogliere i dati che sono stati poi verificati. Il campione delle vittime di violenza era costituito da donne sposate tra i 18 e i 60 anni provenienti sia da comunità rurali che urbane.
Lo studio ha descritto differenti forme di violenza fisica già presenti ed ha fornito un'idea di ciò che le donne attraversano, anche indirettamente tramite le comunità di appartenenza. L'istruzione in questo studio è stata sottolineata come la soluzione necessaria per far calare in modo drastico la violenza, la cui denuncia continua ad affrontare molto spesso barriere politiche e finanche sociali.
Il rapporto rimane però molto più complicato di quanto possa sembrare a prima vista in quanto le donne possono essere analfabete ma acquisire, in certe comunità, un certo grado di potere sociale. Le donne immigrate di origini latinoamericane sono un gruppo fortemente colpito dalla violenza domestica; un programma incentrato sull'autostima, sulla presa di coscienza degli atti violenti e sulle relazioni sane ha sottolineato il dialogo, il pensiero critico e il benessere emotivo, aree di comprensione che dovrebbero essere acquisite durante gli anni di scuola. Infine, anche se molte erano analfabete, furono lo stesso in grado di acquistare un più forte senso di controllo sulle proprie vite, abilità importante per l'esistenza.

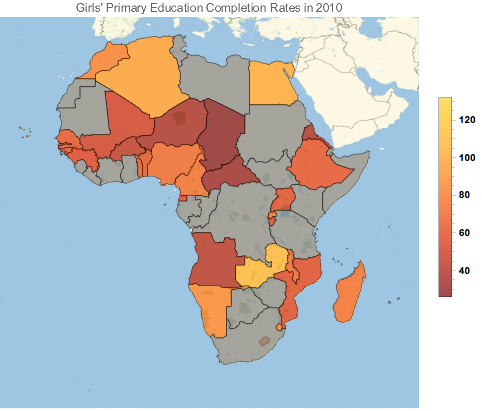
I tassi di completamento dell'istruzione femminile nella scuola primaria per i paesi africani nel 2014 (per i paesi in grigio i dati non sono disponibili).

### Educazione e coscienza di sé
I sistemi d'istruzione variano in lavorativi, curriculari e personali, ma tutti hanno un'influenza positiva sull'empowerment degli studenti. A partire da quando i diritti delle donne sono stati riconosciuti l'istruzione formale è diventata un simbolo del progresso e un passo fondamentale verso l'uguaglianza di genere. Perché possa esistere un'autentica parità di genere occorre assumere un approccio rifacentesi all'olismo; la discussione sulla potestà femminile sull'istruzione delle donne come soluzioni per eliminare la violenza commessa contro di loro oltre che la dipendenza economica dagli uomini può talvolta assumere il tratto di predominio e provocare la soppressione della comprensione di come il contesto, lo sviluppo storico ed altri fattori influiscono notevolmente sulle donne.
Ad esempio quando l'allora Segretario di Stato degli Stati Uniti d'America Hillary Clinton riferì le tragedie accadute a Malala Yousafzai - ragazzina pakistana gravemente ferita dai Talebani solo perché pretendeva di poter ottenere il diritto allo studio - e del sequestro delle studentesse a Chibok (a Borno in Nigeria) come comparabili, è stato però del tutto ignorato l'epicentro storico e contestuale dell'istruzione femminile. Ciò che ha condotto all'attentato contro Malala è stato ridotto solo nei termini della sua educazione in quanto ragazza; gli argomenti delle ingerenze internazionali, della povertà, della corruzione e dell'instabilità politica del Pakistan non sono stati minimamente affrontati.

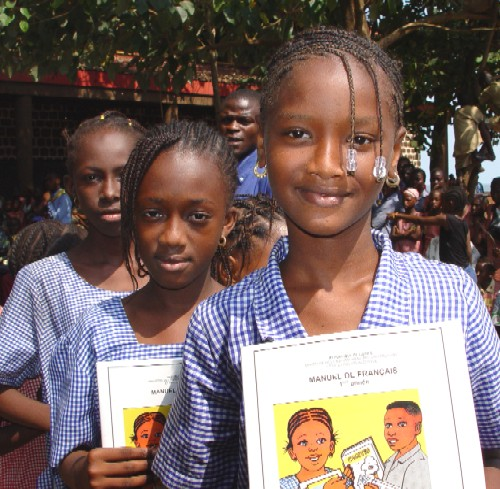
Bambine della Guinea nel 2007 che vanno a scuola.

### Empowerment delle donne e sviluppo
L'attenzione nei riguardi dei fattori di micro e macro livello da parte delle "Agenzie internazionali di sviluppo" possono variare anche notevolmente; raggiungere ad esempio una quota di rappresentanti in posizioni politiche (macro livello), ma ignorare del tutto come le pressioni provenienti dalla vita domestica (micro livello) non lasciano in realtà le donne in una posizione di libera espressione di sé. Le Agenzie tendono a concentrarsi sui numeri e sulle informazioni fornite dai governi nazionali; ciò ignora la possibilità che i suddetti governi non costituiscano la fonte più affidabile e degna di fiducia.
I programmi messi in atto dal "Forum for African American Educationalists", chiamati "Club Tuseme" in Africa - che sono progetti di formazione non formale - vengono portati avanti perché hanno dimostrato di avere successo ed efficacia, ma non ricevono un adeguato sostegno governativo per poter essere replicati. "Tuseme" significa "paliamo" in lingua swahili, e le sue azioni e programmi si possono adattano ad ogni ordine e grado scolastico; essi si concentrano sulla comunicazione e le abilità di vita, ma tenendo sempre ben a mente la comunità contestuale di appartenenza. Il programma è costituito da un'attività extrascolastica che sottolinea i maggiori temi femminili attraverso strumenti come i giornali scolastici, la danza e il teatro. Qui l'educazione e l'empowerment vengono affrontati all'esterno della classe.

## Storia

### Cina
Insieme alla pratica abitudinaria della legatura dei piedi (il cosiddetto Loto d'oro) il quale si perpetuò fino al termine del XIX secolo, si riconobbe sempre come dato di fatto, all'interno della cultura cinese, che la virtù della donna stava propriamente nella sua mancanza di conoscenza. Di conseguenza l'educazione femminile non fu mai considerata degna della benché minima considerazione; solamente con il sopraggiungere di numerosi missionari cristiani provenienti dalla Gran Bretagna e dagli Stati Uniti d'America nel XIX secolo si cominciarono timidamente ad avviare le prime scuole dedicate alle donne: l'istruzione femminile iniziò così a ricevere una certa attenzione.
A causa dell'abitudine sociale che imponeva che gli uomini e le donne non dovessero rimanere a stretto contatto, le donne cinesi furono riluttanti ad essere curate da medici maschi occidentali; ciò comportò la necessità di un ingresso massiccio da parte delle donne nella medicina occidentale. La missionaria della Chiesa presbiteriana negli Stati Uniti d'America Mary Hannah Fulton venne inviata dalla "Commissione per le missioni estere" a fondare la prima università di medicina per le donne, conosciuta come "Hackett Medical College for Women" (l'attuale "Lingnan University" di Canton).
Il college venne aperto nel 1902 ed offrì un curriculum di studi di 4 anni; nel 1915 contò già oltre 60 studentesse, soprattutto convittrici. La maggior parte di esse si convertì al cristianesimo a causa dell'influenza della dottoressa Fulton. L'istituto ottenne il riconoscimento ufficiale, con i suoi diplomi contrassegnati col timbro governativo provinciale; il collegio si rivolse alla diffusione della religione e della medicina moderna oltre che all'elevazione dello status sociale femminile. Il "David Gregg Hospital for Women and Children" (oggi "Yuji Hospital") fu affiliato all'istituto.
Tra le laureate vi fu anche Lee Sun Chau, ex alunna del "Belilios Public School" di Hong Kong e Wong Yuen-hing, entrambe diplomte ala fine degli anni 1910; entrambe praticarono successivamente l'arte medica nei vari ospedali di provincia.

#### Istruzione dopo la costituzione della Repubblica Popolare Cinese
Tra gli anni 1931-45 la stima delle donne non istruite si aggirò attorno al 90%, mentre la maggior parte di coloro che lo erano completarono solamente il livello elementare. Nel corso degli anni cinquanta, dopo la costituzione della Repubblica Popolare Cinese, il governo avviò un progetto di acculturazione il quale permise ad un gran numero di donne non istruite d'imparare la scrittura e il calcolo di base; questo programma accrebbe la percentuale di donne alfabetizzate. Esso venne promosso non solamente nelle città, ma anche nelle aree rurali del paese, con i villaggi che ebbero pertanto le proprie scuole elementari; invece di occuparsi solo di bambini e di lavoro domestico anche le donne di mezza età ebbero la possibilità di apprendere la scrittura e la lettura nelle scuole locali.
Negli anni ottanta il governo centrale approvò una nuova legge sull'educazione la quale richiedeva alle amministrazioni locali di promuovere l'istruzione obbligatoria di 9 anni a livello nazionale; si garantì pertanto il diritto allo studio fino alla scuola media. Prima degli anni sessanta le iscrizioni femminili alla scuola elementare era fissata al 20%, nel 1995 questa percentuale era aumentata fino al 98,2%. Nel 2003 il tasso di abbandono femminile nella scuola media era fissato al 2,49%.
Secondo il censimento nazionale del 2000 la durata media dell'istruzione femminile era di 7,4 anni, ancora inferiore di 0,8 anni rispetto a quella maschile. Questo divario nella fascia dell'istruzione superiore rimane maggiore nelle aree rurali; nelle campagne difatti i genitori tendono ad utilizzare le proprie limitare risorse dedicandole ai figli maschi, poiché credono che abbiano maggiori capacità e che i loro contributi familiari in un prossimo futuro possano essere maggiormente significativi.
In un'indagine condotta al riguardo i genitori hanno il 21,9% più probabilità di smettere di finanziare l'istruzione delle ragazze se gli capita di avere problemi finanziari o familiari; i maschi sono dotati di maggiori possibilità nel proseguimento degli studi, soprattutto dopo la scuola media. Tale differenza risulta ancor più evidente nelle università.
All'inizio del XXI secolo l'istruzione universitaria ha cominciato a diventare sempre più prevalente, con le iscrizioni totali in costante salita. Dal 1977 il tasso di ammissione è aumentato dal 4,8 al 74,86%. Anche se le donne sono considerate portatrici degli stessi diritti nell'educazione generale, rimangono costrette a far meglio nell'esame di ammissione universitario dei loro colleghi maschi; le ragazze devono conseguire voti superiori agli studenti maschi per poter entrare nella stessa università.
È un soffitto di cristallo invisibile per la donna cinese, specialmente nelle università di più alto livello. Non si tratta di una regola pubblica, ma un consenso tra la maggior parte degli uffici di ammissione. Secondo un'intervista telefonica condotta dalla "China University of Political Science and Law" le studentesse devono rappresentare meno del 15% degli studenti totali a causa della natura della loro futura carriera.

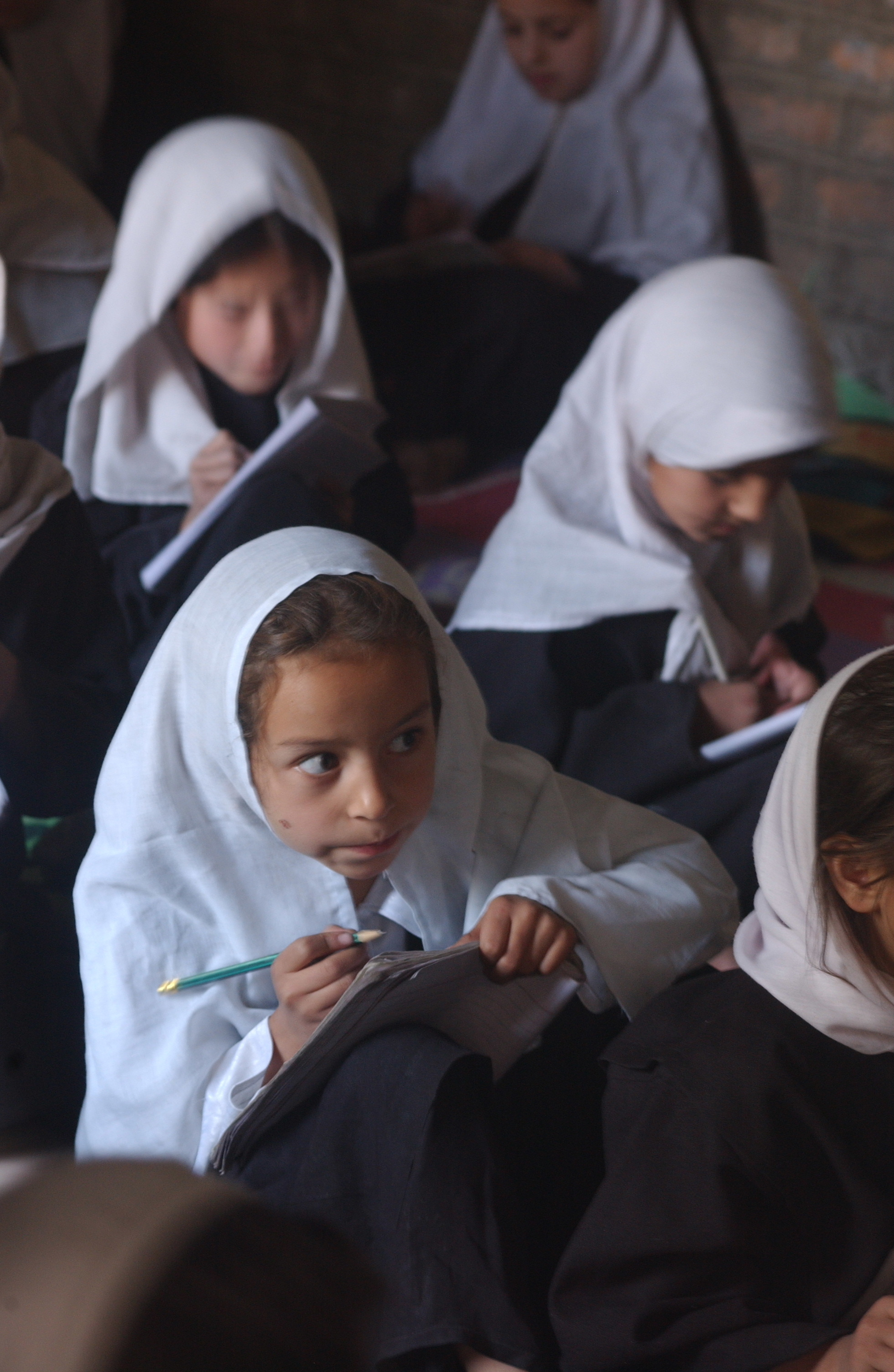
Scolare dell'Afghanistan nel 2002.

### Paesi islamici
La storia della donna nell'islam ha svolto un ruolo importante nelle fondamenta di molte istituzioni educative, come la creazione da parte di Fatima al-Fihri della moschea al-Qarawiyyin nel 859, dalla quale si sviluppo una Madrasa che divenne l'Università al-Qarawiyyin nel 1963, il più antico istituto d'istruzione di primo grado esistente e continuamente operante secondo l'UNESCO e il Guinness dei primati. Ciò continuò fino agli Ayyubidi nel XII secolo quando a Damasco si stabilirono 160 tra moschee (luoghi di culto) e Madrasa (luoghi d'istruzione), di cui 26 finanziati direttamente da donne attraverso il sistema Waqf (opera caritatevole legale): la metà di quest'intero mecenatismo venne attuato da donne.
Secondo lo studioso del sunnismo Ibn ʿAsākir esistettero opportunità di educazione femminile in tutto il mondo islamico medievale durante l'epoca d'oro islamica; egli scrisse che le donne avrebbero dovuto studiare, guadagnare "ijazahs" (gradi accademici) e qualificarsi come insegnanti e Ulema; questo fu il caso soprattutto delle famiglie benestanti e letterate che vollero assicurare la massima educazione possibile sia per i figli che per le figlie.

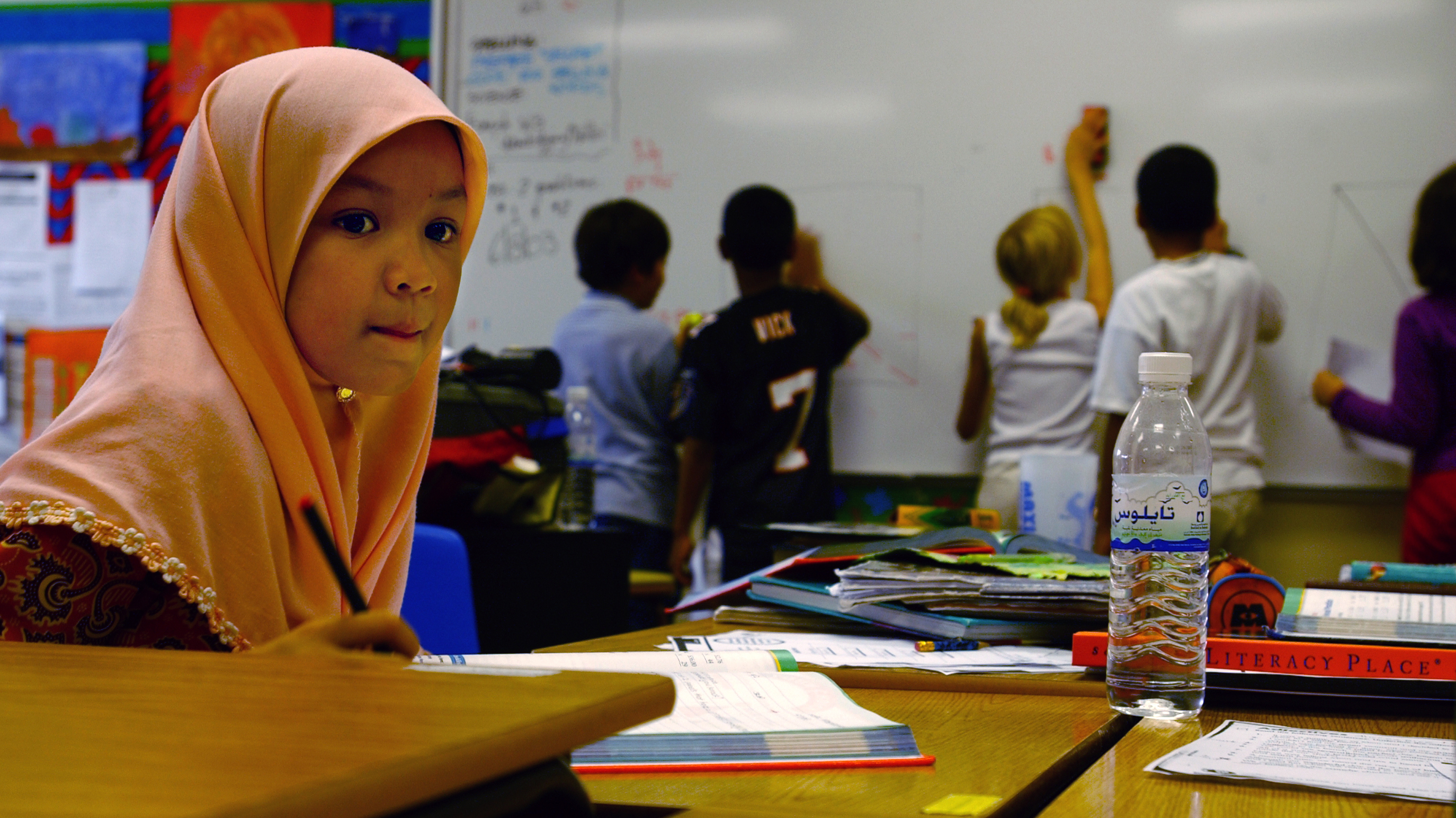
Scolara del Bahrein in classe.

Lo stesso ʿAsākir studiò sotto 80 insegnanti donne diverse ai suoi tempi. Secondo un Ḥadīth raccolto nel Saḥih di Bukhari le donne di Medina che aiutarono personalmente Maometto furono notevoli per il fatto di non lasciare che le ragioni di "convenienza sociale" frenassero la loro istruzione nella conoscenza religiosa: "quanto erano splendide le donne dell'Ansar: la vergogna non impediva loro di imparare [yatafaqqahna] nella fede"".
Mentre rimase un fatto inusuale per le donne iscriversi come studentesse in classi formali, fu invece comune per loro partecipare a lezioni informali e sessioni di studio presso moschee, madrasas e altri luoghi pubblici. Anche se non esistettero restrizioni legali all'educazione femminile, alcuni uomini come Muhammad Ibn al-Haj al-Abdari (morto nel 1336), non approvarono questa pratica ed anzi rimasero letteralmente sconvolti per il comportamento di alcune donne che dirigevano informalmente le lezioni ai suoi tempi.
Mentre le donne rappresentarono non più diell'1% degli studiosi islamici prima del XII secolo, in seguito vi fu una forte crescita di donne istruite. Nel XV secolo Schams ad-Dīn as-Sachāwī dedicò alle donne sapienti un intero volume del suo dizionario biografico al-Ḍawʾ al-lāmiʻ in 12 volumi, fornendo informazioni su 1.075 di loro. Più recentemente lo studioso Mohammad Akram Nadwi, attualmente ricercatore dell'"Oxford Centre for Islamic Studies", ha scritto 40 volumi sulle "muḥaddithāt" (donne della scienza degli ḥadīth) e ha rinvenuto almeno 8.000 nomi.

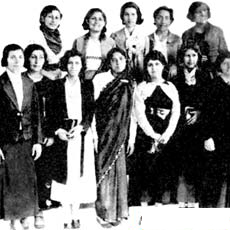
Le prime donne iraniane universitarie (1935-40 circa).

#### Repubblica islamica dell'Iran
A partire dalla rivoluzione iraniana del 1979 l'Iran si trova sotto il controllo della legge islamica (Shari'a) ed il progresso dell'educazione femminile ne è fortemente influenzato. Le donne sono obbligate ad indossare il velo islamico e viene loro impedito di frequentare le stesse scuole dei maschi; le studentesse devono imparare su versioni differenti dei libri di testo le quali sono edizioni speciali appositamente rivolte alle ragazze. Le donne nubili non possono beneficiare di alcun aiuto finanziario se tentano di andare a studiare all'estero. Nel corso degli ultimi trent'anni la questione dell'istruzione femminile è stata continuamente discussa.
Le donne iraniane hanno il desiderio e le capacità per perseguire un'ulteriore formazione. Uno studente di liceo può giungere ad ottenere un diploma dopo aver studiato per 3 anni; se poi vogliono entrare nelle università, allora rimarranno nelle scuole superiori per un quarto anno, che comprende uno studio molto intenso. Secondo le ricerche effettuate il 42% degli studenti decide di avere il quarto anno di scuola superiore, ma solo il 28% degli studenti maschi sceglie di studiare per entrare all'università. Le donne hanno inoltre una probabilità molto più elevata rispetto agli uomini di passare gli esami di ammissione; le opportunità educative per le donne richiederebbero di maggiore attenzione nazionale e di un minor numero di regolamenti.
Nel 1978 e nel 1979 la percentuale di donne che hanno partecipato come studentesse di facoltà universitaria era piuttosto bassa, attestata sul 31%. Per la composizione di genere delle facoltà, il 14% è femminile. Questa situazione è però lentamente cambiata con il passare del tempo; l'iscrizione all'università è diminuita drasticamente sotto l'influenza della cosiddetta rivoluzione culturale iraniana (1980-83). In seguito il numero di iscrizioni ha ripreso a crescere. L'aumento del numero di studenti universitari si è accompagnato anche da un aumento della frequenza femminile.
L'istruzione superiore è composta da 5 livelli: associate, baccalaureato, master universitario, dottorato di ricerca e dottorato specializzato. Prima della rivoluzione il divario di genere era evidente soprattutto nel livello master e nel dottorato specializzato, con le donne che erano solo il 20% e il 27% rispettivamente; ciò si è modificato gradualmente nel corso trent'anni. Nel 2007 la percentuale femminile nel master è aumentata fino al 43%, mentre per la laurea specialistica fino al 33%.
Il tasso femminile non è aumentato solo negli studenti ma anche nell'insegnamento di facoltà. Nei primi anni novanta solo il 6% di tutti i professori e l'8% di tutti i professori associati erano donne; ai giorni nostri sono diventati rispettivamente l'8 e il 17%.

##### Programmi di alfabetizzazione
Mentre l'educazione formale rimane prevalente tra le donne iraniane, l'educazione informale continua a rimanere un'opzione. L'istruzione statale è nata per opera del "Literary Movement Organization" (LMO), che ha cercato di ridurre i tassi di analfabetismo nel paese; fondato nel 1984 con grande sforzo è riuscito a rettificare il precedente impegno della Dinastia Pahlavi nell'educazione infantile e delle popolazioni rurali. Alla fine degli anni ottanta esso ha creato programmi di alfabetizzazione per gli adulti, scuole professionali ed istituti religiosi per combattere i tassi di analfabetismo ancora molto elevati.
Tali programmi hanno insegnato la lettura, la scrittura, la dettatura e l'aritmetica in un primo ciclo; gli studi islamici, le scienze sperimentali e sociali e la lingua persiana nel secondo. Sebbene queste organizzazioni educative siano inclusive per quanto riguarda il genere, esse comprendono per la stragrande maggioranza donne; il 71% degli iscritti sono infatti donne tra i 15 e i 45 anni. Nel corso degli anni novanta due terzi degli iscritti i programmi di alfabetizzazione erano donne, il che ha condotto rapidamente ad un aumento del 20% dei tassi di alfabetizzazione femminile tra il 1987 e il 1997.

##### Scuole religiose
Le scuole di matrice religiosa rappresentano un'altra via educativa per le donne. La loro popolarità è dimostrata dall'aumento dell'istituzione di seminari femminili a partire dal 2010. Nel 1984 l'ayatollah Ruhollah Khomeyni, leader supremo del paese, chiese la creazione di "Jamiat al-Zahra", un insieme di scuole religiose minori aperte anche alle donne; tali istituzioni offrono l'opportunità di inserirsi effettivamente nel mondo del lavoro grazie ai loro diplomi e dottorati. Nel 2010 il tasso d'iscrizione femminile è stato del 28% (7000 ammesse su 25000 candidate).

##### Altri itinerari educativi
Gli sposi (più specificamente le donne) vengono istruiti sulla contraccezione, sul sesso sicuro e sul controllo delle nascite in generale nei programmi di pianificazione familiare. Inoltre il governo ha istituito case sanitarie rurali gestite da operatori locali; questi professionisti della salute viaggiano in diverse aree al fine di dare informazioni utili sulla salute riproduttiva e il controllo delle nascite.

### Europa

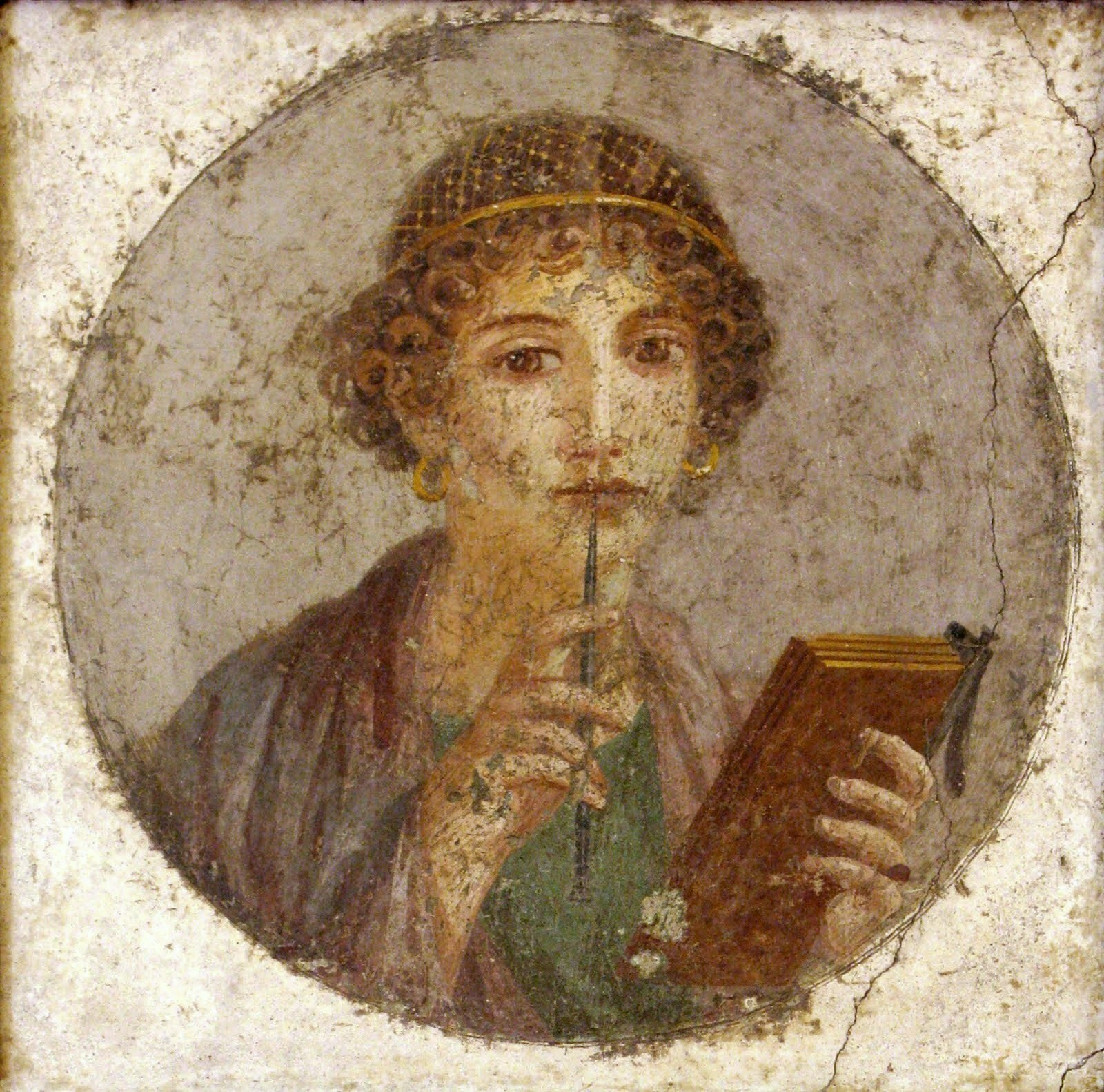
Donna con tavolette cerate e stilo. Pompei antica (metà del I secolo).

#### Antichità
Nell'antica Roma le donne di classe sociale più elevata sembrano essere state ben istruite, talvolta molto apprezzate e lodate dagli storici maschi dell'epoca per la loro capacità di apprendimento e assiduità e coltivazione dello studio. Cornelia Metella (73-48 a.C.) per esempio si distinse per la sua conoscenza della geometria, della letteratura latina, della musica e della filosofia antica.
Nei dipinti murali rinvenuti a Pompei antica le donne ebbero maggiori probabilità di essere dipinte con strumenti di scrittura tra le mani; alcune ebbero una conoscenza sufficiente del diritto romano e una formazione nell'oratoria per condurre casi giudiziari per loro conto o addirittura per conto di altri. Tra le professioni che richiesero un'istruzione le donne poterono essere scribi e segretarie, esperte in calligrafia e artiste in genere
Alcune, ma forse molte, ragazze romane andarono in un "ludus" (scuola primaria). I maschi e le femmine vennero istruiti insieme o con metodi e curriculum simili. Un passaggio di Ab Urbe condita libri di Tito Livio presuppone che la figlia di un centurione frequentasse una scuola; il rango sociale di un centurione era in genere equivalente alle percezioni moderne della "classe media". Maschi e femmine inoltre parteciparono a feste religiose pubbliche cantando composizioni corali avanzate che richiesero una formazione musicale formale.

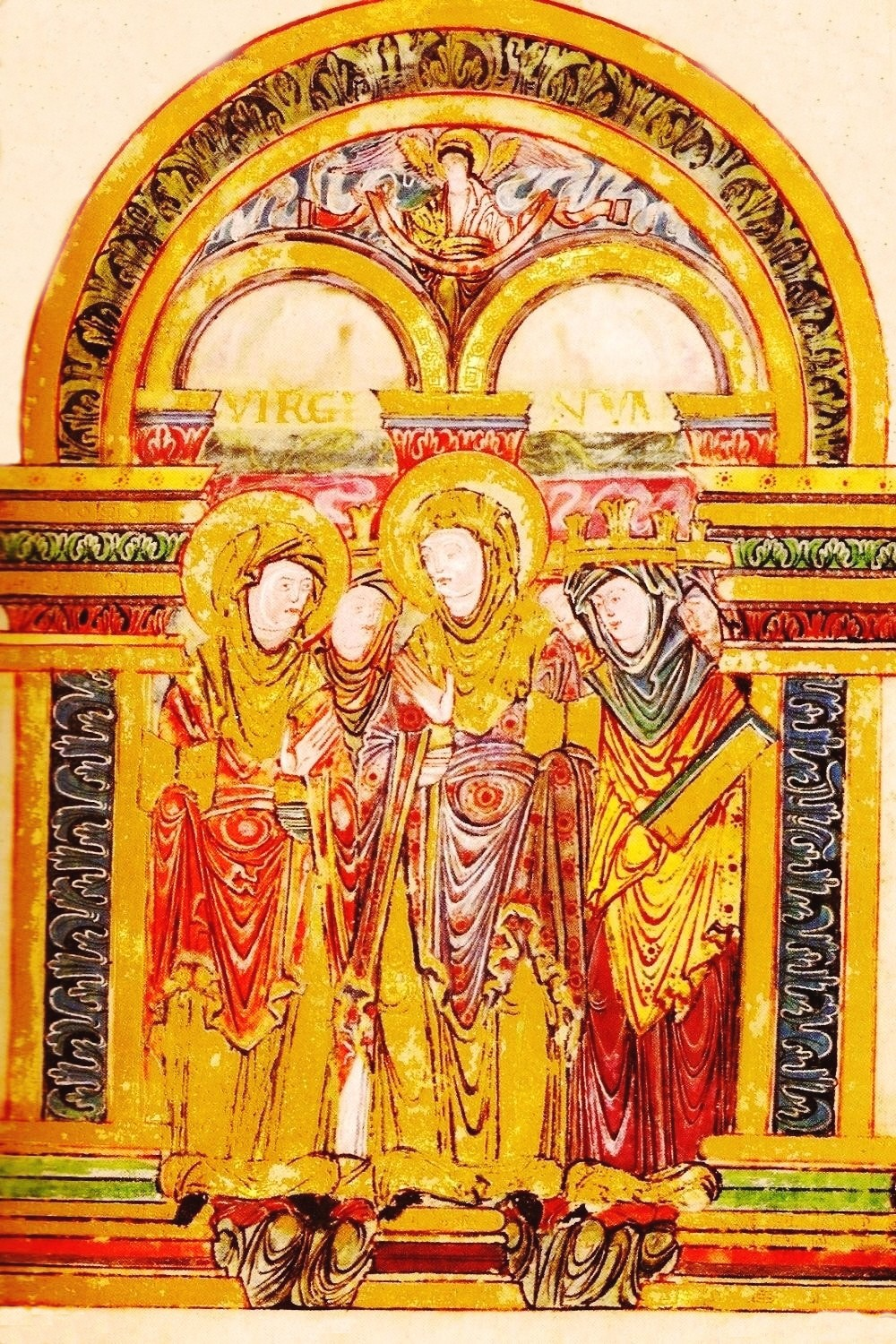
Pagina tratta da un manoscritto del tardo X secolo. Le tre suore di fronte hanno tutte dei libri in mano, mentre quella posta al centro sembra insegnare, gesticolando per fare un punto.

#### Medioevo
L'istruzione femminile medievale fu tipicamente legata al convento. La ricerca effettuata ha scoperto che diverse educatrici dell'Alto Medioevo furono responsabili anche di scuole destinate alle ragazze.
Íte di Killeedy (morta nel 570) fu fondatrice e insegnante di scuole miste all'interno del suo monastero irlandese. Anche alcuni importanti santi futuri studiarono presso di lei, ad esempio Brandano.
Cesaria la Giovane (morta nel 550) successe alla sorella di Cesario d'Arles come badessa; qui proseguì la sua opera d'insegnamento ad oltre un centinaio di donne, aiutando anche nella copiatura e conservazione dei libri.
Ilda di Whitby (morta nel 680) fondò il monastero di Whitby, con uomini e donne che vivevano in case separate; istituì al suo interno un centro d'istruzione. Secondo Beda il Venerabile la sua capacità riflessiva e prudenza furono talmente grandi che non solo gli uomini comuni, ma anche re e principi cercarono e ricevettero il suo consiglio.
Santa Bertilla (morta nel 700) fondò un convento presso cui la stessa regina Batilde richiese i suoi servigi. I suoi molti allievi fondarono in seguito conventi in altre parti dell'Europa occidentale, fino a giungere in Sassonia.
Lioba di Tauberbischofsheim (morta nel 782) fondò un convento con annessa una scuola che fu molto influente in terra tedesca. Lo stesso Bonifacio chiese la sua presenza nella missione volta a convertire i Germani.
Beda il Venerabile narra che spesso le nobili vennero mandate in queste scuole femminili, anche se non avessero avuto l'intenzione di perseguire la vita religiosa. Aldelmo di Malmesbury elogiò il loro curriculum il quale includeva grammatica, poesia e studio delle Sacre Scritture. Le biografie delle sante Herlinda e Renilda dimostrano anche che le donne in tali scuole conventuali poterono anche essere addestrate nell'arte e nella musica.
Durante il regno di Carlo Magno la moglie e le sue due figlie vennero educate nelle arti liberali presso il palazzo di Aachen (Aquisgrana), cosa per cui venne lodato nella Vita Karolini Magni. Vi sono prove che anche altri nobili fecero istruire le proprie figlie nello stesso palazzo accademico; a questo proposito autori come Vincenzo di Beauvais indica che alle figlie della nobiltà fu ampiamente concessa un'istruzione, affinché potessero vivere al meglio la loro posizione sociale.

#### Primo periodo moderno e atteggiamenti umanistici
All'inizio della storia moderna europea la questione dell'istruzione femminile divenne un argomento comune, ossia un topos letterario per la discussione. Intorno al 1405 l'umanista Leonardo Bruni scrisse De studies et letteris indirizzato a Battista Malatesta; in esso si apprezza lo studio femminile della lingua latina, ma al contempo mette in guardia contro l'aritmetica, la geometria, l'astrologia e la retorica.
Nei suoi studi su Isotta Nogarola tuttavia la storica contemporanea Lisa Jardine osserva che, a metà del XV secolo, l'educazione femminile fu eminentemente riservata alle nobili; la competenza formale rimase comunque inaffidabile. Il Livre des Trois Vertus di Christine de Pizan è contemporaneo al libro di Bruni e mette in risalto le cose che una signora la quale vive nelle sue proprietà dovrebbe essere in grado di fare.
Nel suo libro del 1516 intitolato Utopia Tommaso Moro sostenne che le donne avessero diritto all'istruzione.
Erasmo da Rotterdam scrisse a lungo sul tema dell'istruzione in De pueris instituendis (1529, ma scritto due decenni prima); non particolarmente preoccupato dell'educazione femminile egli però menziona con approvazione il problema che Moro portò alla luce e che condusse all'insegnamento di tutta la sua famiglia.
Caterina d'Aragona nacque e crebbe in una delle corti più brillanti ed illuminate dell'intero continente europeo, dove la parità culturale tra uomini e donne si presentò come un fatto del tutto normale; tramite la sua influenza condusse all'istruzione le donne inglesi, sia di classe sociale elevata sia popolari.
Nel 1523 Juan Luis Vives, seguace di Erasmo, scrisse in latino il De institutione feminae Christianae; ques'opera gli fu commissionata da Caterina in persona dopo avergli dato l'incarico dell'educazione della figlia, la futura Maria I d'Inghilterra: la traduzione divenne Education of a Christian Woman. In linea con la letteratura didattica tradizionale, il testo prende una direzione fortemente religiosa; pose infine anche un forte accenno sulla letteratura latina.
Anche Comenio fu un avvocato difensore dell'educazione formale per le donne; la sua enfasi si pone su un tipo di educazione universale che non fa alcuna distinzione tra gli esseri umani, con un importante componente volta all'ingresso nella sfera educativa degli stessi genitori sostenuta nella sua scuola "Pampaedia", piuttosto che ad altre forme di tutoraggio.
La Riforma protestante richiese l'istituzione dell'istruzione obbligatoria per tutti; il testo An die Ratsherren aller Städte deutschen Landes' (1524) di Martin Lutero reclamò la costituzione di scuole pubbliche. Soprattutto il Sudovest protestante tedesco del Sacro Romano Impero con città come Strasburgo divenne pioniere nelle questioni educative. Nel 1592 il Palatinato-Zweibrücken divenne il primo territorio del mondo ad avere un'istruzione obbligatoria per tutti.
Elisabetta I d'Inghilterra ricevette un forte educazione umanistica e venne lodata per questo dal proprio tutore Roger Ascham; il suo modello di educazione fu quello rivolto alla leadership, piuttosto che per la generalità delle donne. Dopo che Johannes Sturm fece pubblicare la corrispondenza latina di Ascham, tutta incentrata sui risultati ottenuti negli studi umanistici da Elisabetta e da altre persone di alto rango, il De laudibus Graecarum literarum oratio (1551) di Konrad Heresbach rivolse l'accento alla nobiltà di coloro che affrontano i classici, senza fare alcuna distinzione di genere.

#### XVIII e XIX secolo
La questione dell'istruzione femminile in larga scala, come emancipatoria e razionale, venne seriamente affrontata dall'Illuminismo. Mary Wollstonecraft, che lavorò come insegnante, governante ed educatrice scolastica, ne parlò negli stessi termini; il suo primo libro fu Thoughts on the Education of Daughters, anni prima della pubblicazione della Rivendicazione dei diritti della donna.
La "Commissione dell'educazione nazionale" della Confederazione polacco-lituana fondata nel 1777 creò il primo ministero dell'istruzione della storia; un organismo centrale ed autonomo responsabile della formazione nazionale, laica ed improntata alla coeducazione. Alla fine del XIX secolo, in quella che era allora la provincia russa di Polonia, in risposta alla mancanza di formazione superiore per le donne venne organizzata la cosiddetta Università volante e ove alle donne venne insegnato segretamente da studiosi e accademici polacchi: la sua più famosa studentessa fu Marie Curie la quale vinse successivamente ben due Premi Nobel.
Molta parte dell'educazione femminile venne però ancora condotta dagli istituti religiosi, ma non tutte queste donne vennero istruite solamente per il matrimonio e la maternità; ad esempio le opinioni del Quaccherismo sulle donne permisero un'ampia parità di genere nel campo educativo, fin dalla sua fondazione a metà del XVII secolo. Il medico quacchero nonché fautore dell'abolizionismo William Allen assieme alla moglie Grizell Hoare istituirono la "Newington Academy for Girls" nel 1824, insegnando una serie insolitamente ampia di materie spaziando dalle lingue alle scienze.

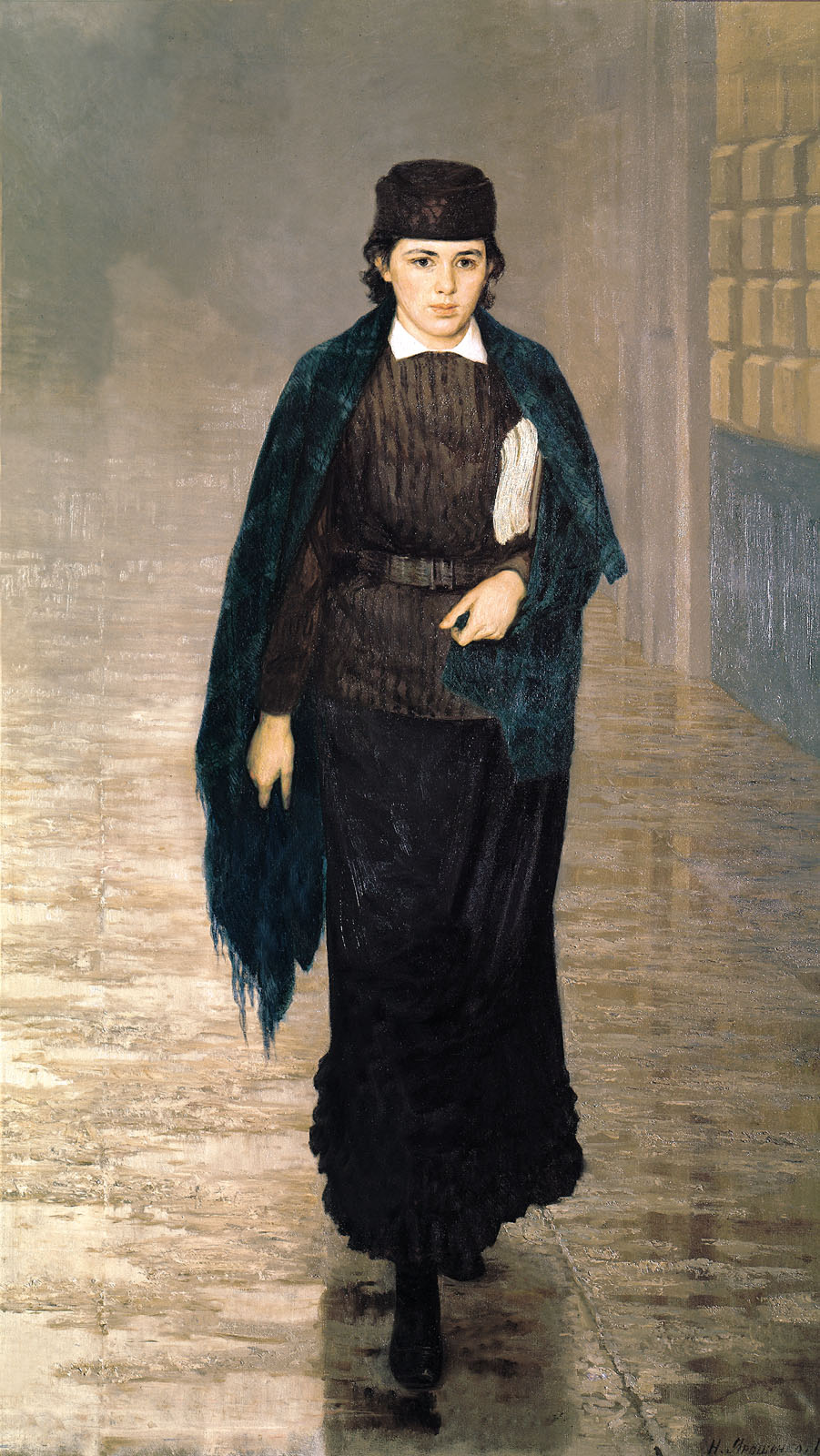
Studentessa che si reca a scuola. Dipinto di Nikolaj Aleksandrovič Jarošenko (1883).

Il primo istituto d'istruzione superiore finanziato appositamente per l'educazione femminile in Europa venne istituito da Caterina II di Russia.
Il progresso effettivo in termini istituzionali per l'educazione secolare delle donne incominciò in occidente nel corso del XIX secolo con l'istituzione di collegi esclusivamente femminili; questi iniziarono ad apparire verso la metà del secolo. L'esempio di narrativa poetica rappresentato da The Princess: A Medley di Alfred Tennyson è una satira sull'educazione femminile, argomento ancora alquanto controverso nel 1848 quando il "Queen's College" aprì per la prima volta a Londra.
La suffragetta ed esponente della prima ondata femminista Emily Davies fece una vasta campagna a favore dell'istruzione femminile negli anni 1860 e fondò il Girton College nel 1869, così come la collega Anne Clough aprì il Newnham College nel 1875. Il progresso fu graduale e spesso dipese dagli sforzi individuali, ad esempio quelli di Frances Lupton la quale fondò la "Leeds Girls' High School" nel 1876. William Schwenck Gilbert parodiò la poesia di Tennyson e trattò i temi dell'istruzione superiore femminile e del femminismo in generale tramite l'opera teatrale The Princess del 1870 e con l'opera comica Princess Ida nel 1883.
Una volta che le donne cominciarono a laurearsi presso le istituzioni d'istruzione superiore si sviluppò costantemente anche un flusso accademico più forte a favore della scolarizzazione femminile, assieme alla formazione d'insegnanti donne in un numero sempre maggiore, principalmente per fornire l'istruzione primaria. L'accesso delle donne alle istituzioni tradizionalmente esclusivamente maschili richiese diverse generazioni per potersi considerare completato.

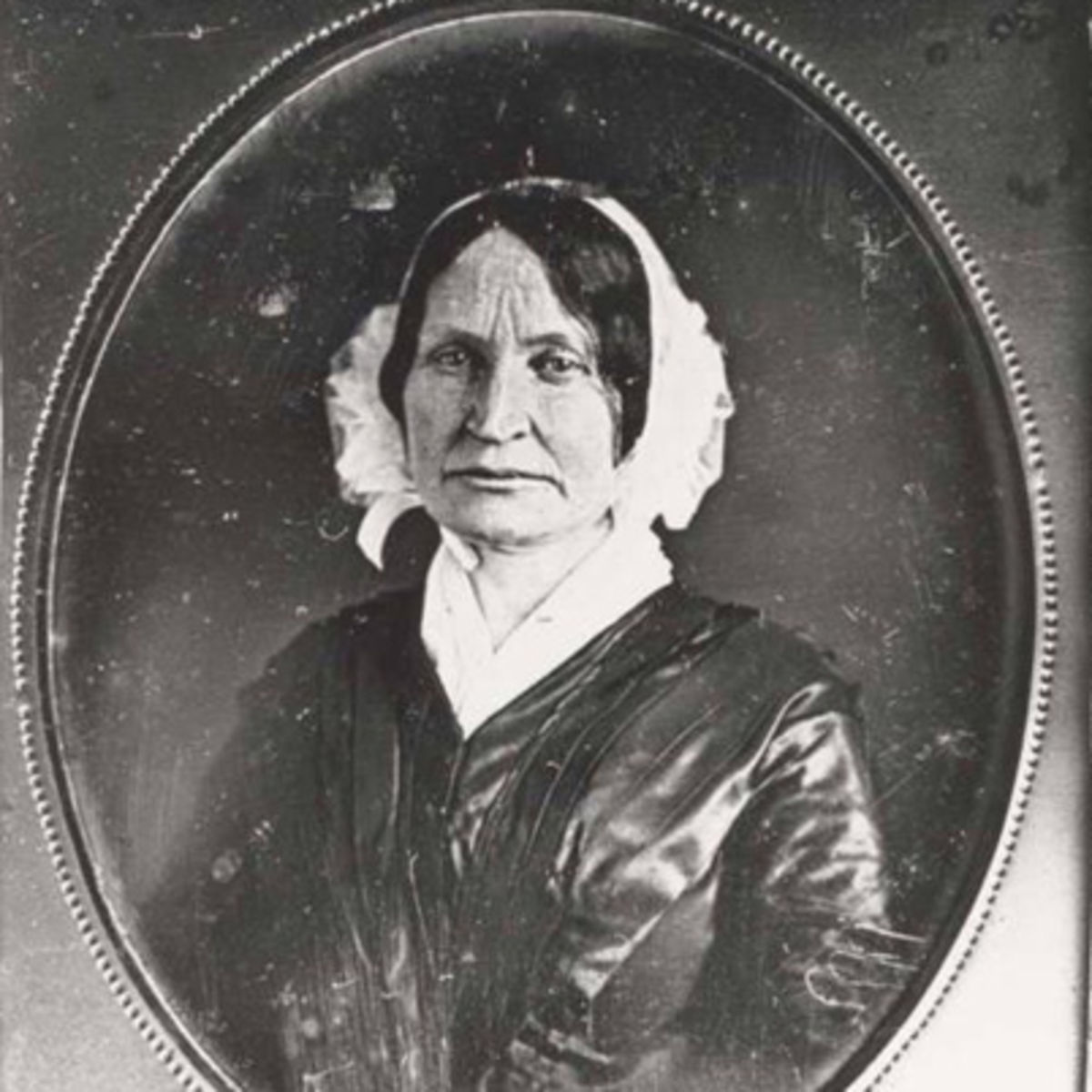
Dagherrotipo del 1845 circa ritraente Mary Mason Lyon, fondatrice del primo collegio femminile statunitense.

#### Riforma educativa
I temi interconnessi delle barriere all'istruzione e all'occupazione femminile continuarono a formare la spina dorsale del pensiero femminista nel corso del XIX secolo, ad esempio da Harriet Martineau nel suo articolo del 1859 Female Industry fatto pubblicare nel Chambers's Edinburgh Journal. Nonostante i veloci cambiamenti all'interno del settore economico la posizione delle donne nella società non migliorò notevolmente e, a differenza di Frances Power Cobbe, Martineau non sostenne l'invito al suffragio femminile per motivi pratici.
Lentamente gli sforzi delle donne come Emily Davies e il gruppo conosciuto come "Signore di Langham Place" (sotto la guida di Barbara Bodichon) cominciarono a dare i primi risultati. Il "Queen's College" (1848) e il "Bedford College" (1849) a Londra iniziarono ad offrire un'istruzione alle donne e nel 1862 Davies istituì un comitato per convincere le università a permettere alle donne di partecipare agli esami di ammissione per l'università di Cambridge (1865). Un anno dopo fece pubblicare The Higher Education of Women.
Lei e Bodichon fondarono il primo istituto di istruzione superiore per le donne, con cinque studenti, divenuto poi il "Girton College" associato a Cambridge nel 1873, seguito dal Lady Margaret Hall associato all'università di Oxford nel 1879. A Bedford si iniziò ad accettare le donne l'anno precedente. Nonostante questi sostanziali progressi in poche poterono approfittarne e la vita per le studentesse rimaneva assai difficoltosa.
Nell'ambito del continuo dialogo tra femministe britanniche e americane Elizabeth Blackwell, la prima donna negli Stati Uniti d'America a laurearsi in medicina (1849), tenne lezioni in Gran Bretagna con il supporto del Circolo Langham. Esse inoltre sostennero anche i tentativi di Elizabeth Garrett Anderson di penetrare le mura dell'educazione medica britannica contro una forte opposizione; alla fine venne costretta a laurearsi oltremanica. La campagna volta a favorire l'incarico di Garrett al "London School Board" nel 1870 è un altro esempio di come una piccola fascia di donne determinate stava cominciando a raggiungere posizioni di influenza a livello di governo locale e di enti pubblici.

### Africa
I missionari cristiani lungo tutto il XIX secolo si aprirono ai moderni metodi educativi, ma solitamente la loro opera si concentrò esclusivamente sui ragazzi; nei confronti delle femmine in seguito promossero l'ideologia della femminilità domestica impartita attraverso la scolarizzazione delle ragazze.
In Sudafrica dopo il 1820 i missionari maschi scozzesi decisero che solo l'istruzione più elementare sarebbe risultata essere necessaria per preparare le donne native alla propagazione del cristianesimo all'interno dell'ambito familiare; impedirono così alle insegnanti di operare nel territorio della missione scozzese. Ritardarono anche l'istituzione di un "Dipartimento femminile" presso l'Istituto Lovedale. Si dovette attendere l'arrivo di una nuova leadership che ebbe una visione più ampia nell'elevare le donne in modo da poter promuovere il cristianesimo e i codici di genere occidentali.
I musulmani provenienti dall'impero anglo-indiano che giunsero in Africa orientale alla fine del XIX secolo portarono con sé una politica estremamente restrittiva nei confronti della scolarizzazione femminile.
A partire dal 2015 Priscilla Sitienei frequenta la scuola elementare in Kenya alla veneranda età di 92 anni; se ciò venisse confermato dal Guinness dei primati sarebbe la più anziana alunna di scuola elementare della storia.

#### Africa occidentale precoloniale
L'istruzione femminile nell'Africa occidentale si manifestò nel corso del tempo sia in strutture formali che informali, una delle strutture più note che influenzarono l'educazione femminile furono sicuramente le scuole preparatorie denominate "Bush"; queste furono istituzioni che spesso vantarono quasi il 100% di tassi di laurea e corsi completati. Vennero organizzate da donne ed ebbero un curriculum pianificato e strutturato comprendente l'apprendimento di abilità manuali come ad esempio imparare a pescare, cuocere, tessere, filare il cotone, rivestire i capelli e creare cestini, strumenti musicali, pentole e reti da pesca.
Gran parte delle borse di studio e della ricerca in queste scuole si sviluppò dalle "scuole Bundu" della Sierra Leone. Oltre alle succitate competenze, qui le ragazze avrebbero spesso ricevuto un'istruzione sui diritti riproduttivi, come le tecniche di contraccezione, o sulla pratica di allevamento dei bambini. In particolare le donne avrebbero ricevuto anche un'intensa formazione nelle erbe medicinali e nelle capacità mediche da svolgersi a domicilio.
Tali istituti non solo insegnarono un rigoroso curriculum educativo (come la storia passata attraverso canzoni e danze), ma permise altresì la trasmissione dei valori culturali, divenendo presto centri di un vero e proprio "potere femminile". Nonostante l'ideale coloniale e postcoloniale che voleva le donne non dovessero essere istruite in quanto i loro unici compiti sarebbero stati solo quelli di esplicare i ruoli materni, maritali di rappresentanza o quelli associati all'infanzia, queste istituzioni insegnarono invece alle donne di svolgere ruoli centrali economici, aziendali e familiari all'interno delle proprie comunità.

#### Africa occidentale coloniale
Le forme maggiormente preesistenti di educazione coloniale sulle coste dell'Africa occidentale, in particolare tra le popolazioni del regno di Dahomey, Ashanti e Yoruba, furono quelle introdotte dai primi missionari; istituzioni che cercarono di educare il pensiero religioso oltre che ad insegnare altri temi educativi tradizionali occidentali come la lettura e la scrittura. Già nel 1529 il re Giovanni III del Portogallo diede specifiche istruzioni per l'apertura di tali scuole e per gli insegnanti, che dovettero essere pagati dagli allievi.
Tuttavia, per le donne, queste forme di educazione coloniale portarono con sé anche gli ideali europei stereotipati del ruolo di genere nella famiglia, nella società e nell'intera economia. Queste idee occidentali sulla donna spesso contrastarono visibilmente con i ruoli preesistenti femminili decisamente più "evoluti".
Ad esempio le donne Igbo mantennero fino ad allora associazioni conosciute come "Mikiri", organizzazioni economico-sociali in cui si discussero azioni dirette per far rispettare gli interessi femminili, ma che furono in gran parte fraintesi e ignorati dal governo coloniale dell'impero britannico. Quindi, mentre i governi europei introdussero le scuole nella regione, ignorarono del tutto l'educazione delle donne le quali rappresentavano invece una forza economica comunitaria.
L'ideale educativo degli uomini come "Breadwinner", costituenti cioè il sostegno finanziario primario di una struttura familiare nucleare, venne difatti introdotto solo a partire dall'espansione del colonialismo.
Un gruppo di popolazione che i governi coloniali dell'Africa occidentale importarono pesantemente nell'educazione furono i figli misti, tipicamente di padri bianchi e donne indigene. Nell'Impero del Ghana precoloniale, quando gran parte dell'interazione tra popoli indigeni e europei avvenne attraverso i commercianti olandesi, la prole di "razza mista" venne tolta dalle comunità indigene e messa in istituti educativi olandesi. In queste prime scuole coloniali l'istruzione risultò peraltro essere differenziata dagli standard occidentali: i ragazzi vennero educati fin dalla più tenera età ad essere ufficiali militari nell'esercito olandese, mentre le ragazze furono perlopiù preparate per sposarsi con ufficiali militari olandesi presenti nella regione.
Un altro modi attraverso i quali i paesi europei rimasero in grado di esercitare un'influenza - e indirettamente di dettare una "regola" sui popoli indigeni - risultò quello dell'educazione materna. Nel Ghana coloniale i missionari del metodismo condussero operazioni di insegnamento ai metodi occidentali di igiene e nascita, rivolte alle donne indigene e alle madri. Questi cercarono in particolar modo di costruire un ideale di maternità che corrispondesse agli standard europei del ceto medio bianco, indipendentemente dal contesto degli ideali materni in atto nelle società in cui si venivano a trovare.

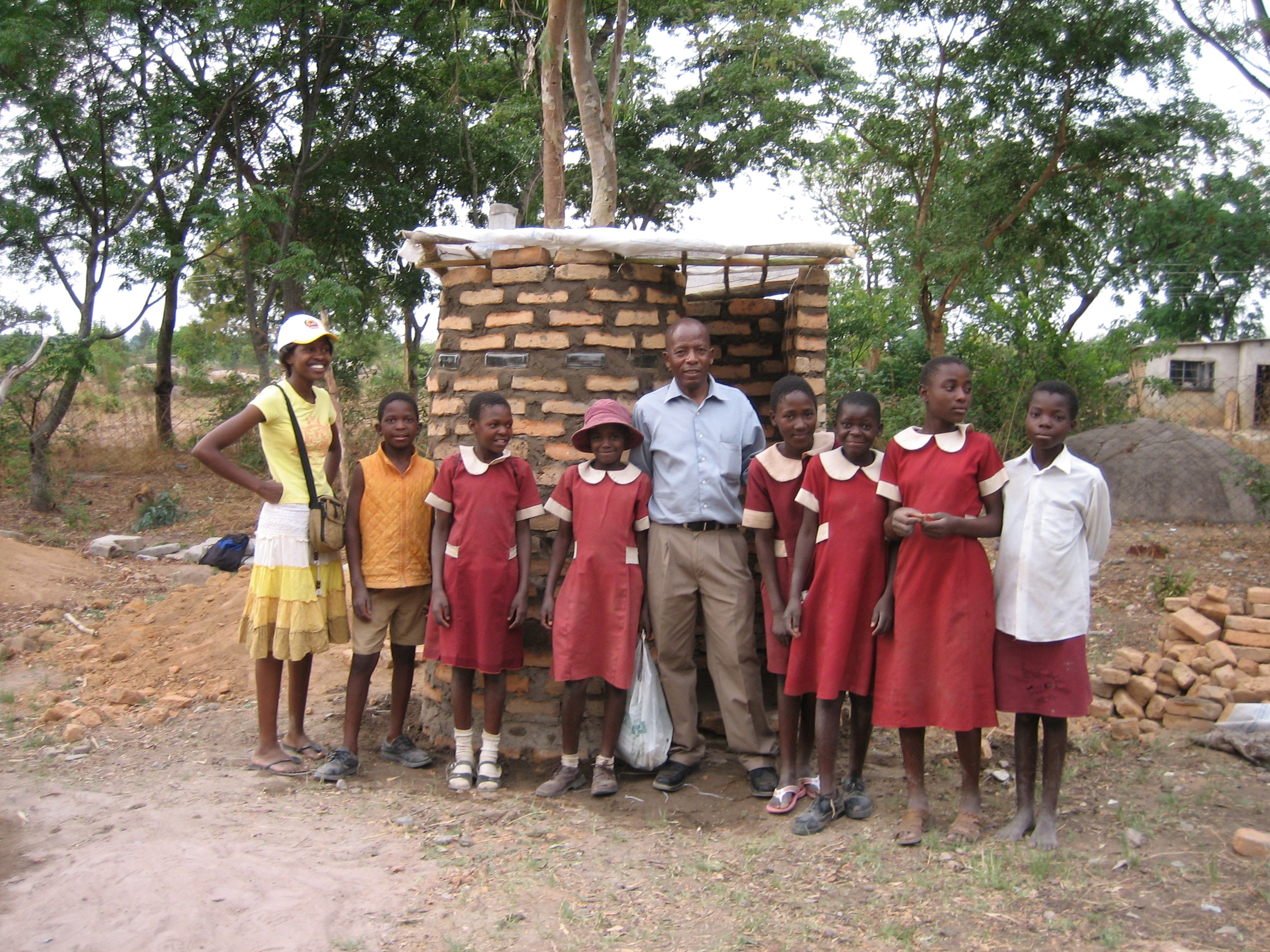
Maestro e scolari nello Zimbabwe.

#### Africa contemporanea
Nell'Africa Occidentale post-coloniale molti degli ideali dell'istruzione eurocentrica rimasero, mentre gran parte delle infrastrutture e dei finanziamenti continuarono a provenire dalla passata presenza coloniale. In particolar modo in Nigeria l'istruzione formale fu da subito considerata come uno strumento per la creazione di politiche, poiché l'istruzione femminile venne collegata con gli effetti dovuti alla crescita incontrollata della popolazione, per finire col ripercuotersi sulla salute, sulla nutrizione, sulla fertilità, sul tasso di mortalità infantile e sui cambiamenti nella produttività e nei guadagni delle donne.
I ricercatori hanno però citato anche alcuni svantaggi presenti in questa dipendenza dall'istruzione formale delle donne; vi è difatti la preoccupazione che le donne rimangano alienate dalle loro culture indigene di appartenenza, perdendo al contempo la possibilità di ricevere la dovuta educazione a quei valori che tipicamente si tramandano attraverso i sistemi indigeni precoloniali. Esiste inoltre un numero sempre più crescente di saggistica che suggerisce come le istituzioni di istruzione formale indirizzino le donne a particolari campi di lavoro a basso reddito invece che ad impieghi maggiormente tecnici con salari più elevati.

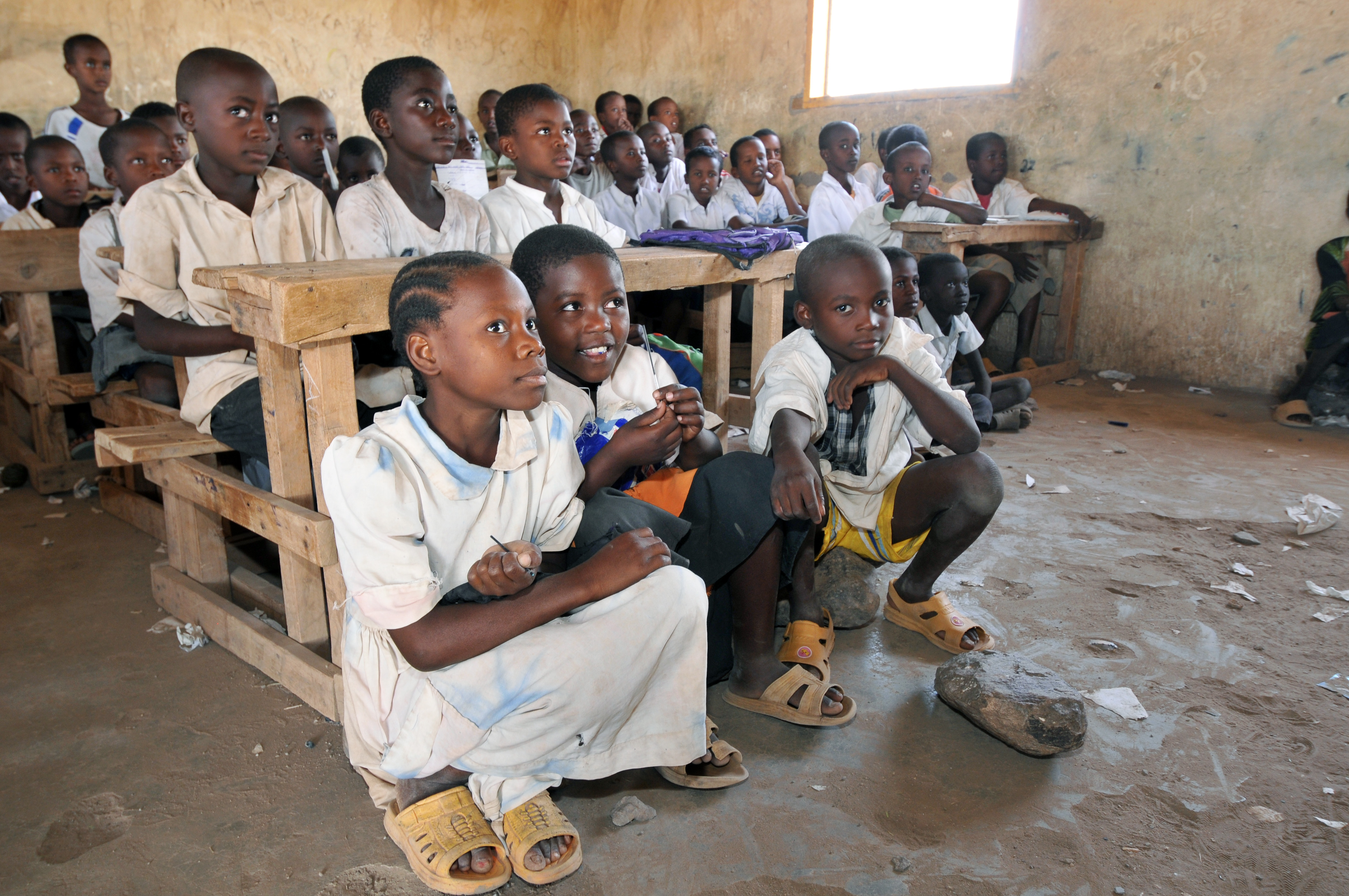
Classe, con scolara in prima fila, in Kenya.

Per quanto riguarda la realizzazione accademica, secondo il "Forum for African Women Educationalists", in tutta la regione dell'Africa subsahariana sono stati registrati punteggi femminili più bassi nelle materie scientifiche e in matematica; la tendenza che continua a spingere le ragazze verso posizioni clericali a partire dalla scuola di perfezionamento è anch'essa ampiamente consolidata secondo le ricerche effettuate.
A parte ciò l'istruzione formale offre molti vantaggi riconosciuti a livello internazionale. La "Quarta conferenza mondiale delle Nazioni Unite sulle donne" (1995) ha rilasciato pubblicazioni citando numerosi modi attraverso i quali l'educazione femminile in Africa è vantaggiosa per la società nel suo complesso; questi benefici comportano un aumento della salute familiare, dei posti di lavoro più elevati a disposizione delle donne, un miglioramento degli standard qualitativi dello sviluppo dell'infanzia e una maggiore inclusione delle donne nelle decisioni che possono influenzare una nazione in ambito ambientale, politico, sociale ed economico.
Nonostante la riduzione della partecipazione delle donne all'istruzione nella maggior parte dei paesi dell'Africa occidentale per tutto il corso degli anni cinquanta e sessanta i tassi di istruzione femminile risultano essere costantemente in salita a partire da allora; tuttavia ci è ancora molta disparità tra i sessi, questo almeno secondo le statistiche dell'UNESCO sui tassi di iscrizioni e di diplomi di laurea femminili.

#### Disparità di genere
Uno dei nodi principali nell'istruzione africana è ancora la disparità di genere: il 43,6% degli uomini in Africa occidentale ha completato almeno l'istruzione primaria, contro il 35,4% delle donne; mentre il 6,0% degli uomini hanno completato l'istruzione secondaria contro il 3,3% delle donne e lo 0,7% degli uomini hanno completato l'istruzione superiore rispetto allo 0,2% delle donne.
Una ragione della scarsa iscrizione e partecipazione è l'ideale dell'uomo breadwinner, che privilegia l'educazione dei ragazzi e la disponibilità di fondi limitati alle famiglie per l'istruzione; inoltre le donne sono considerate fornitori primari di lavoro di cura non pagato maggiormente dedicato agli impegni domestici, con la conseguenza che spesso le famiglie preferiscono che le bambine trascorrano il proprio tempo a prendersi cura dei fratelli o ad aiutare la madre nel lavoro domestico.
Inoltre una delle cause principali di disparità di genere nell'educazione rimangono le preferenze di genere nel mercato del lavoro, che portano conseguentemente anche ad idee del ruolo di genere delle donne all'interno della stessa società.
Oltre a questo alcune disparità di genere sono causate anche dagli atteggiamenti degli insegnanti nei confronti degli studenti in classe a seconda del genere; esistono difatti in certi paesi alcune nozioni preconcette che vogliono i ragazzi essere più intelligenti e più impegnati delle ragazze. In particolare in Guinea sono state effettuate indagini le quali rivelano che gli insegnanti, in particolare nelle scuole rurali, ritengono che i ragazzi imparino le lezioni meglio, abbiano maggiori ambizioni, siano più intelligenti e che lavorino più a fondo, mentre le ragazze compirebbero meno sforzi nel fare domande e nell'imparare.
Nelle scuole urbane e rurali analizzate inoltre le ragazze si aspettavano di fare il lavoro manuale per mantenere le scuole pulite, mentre questa aspettativa non era richiesta per i ragazzi.
Persistono forti disparità di genere nell'istruzione superiore, con le donne che rappresentano poco più del 20% delle iscrizioni a livello universitario in tutta l'Africa subsahariana e nei paesi dell'Africa occidentale, con tassi del 15% e del 21% rispettivamente del Niger e in Ghana; questo è considerato un fattore che contribuisce al fatto che ci siano estremamente poche donne in impieghi di gestione e amministrativi di alto livello.
In Ghana, nel 1990, le donne hanno costituito meno dell'1% dei dirigenti del mercato del lavoro, ma con un tasso medio di crescita annuo del 3,2%. I ricercatori sperano che migliorare l'accesso ed il completamento dell'istruzione primaria porterà in seguito ad una crescita anche del livello di istruzione terziaria e dell'accesso al mercato del lavoro.

## Tradizione cattolica

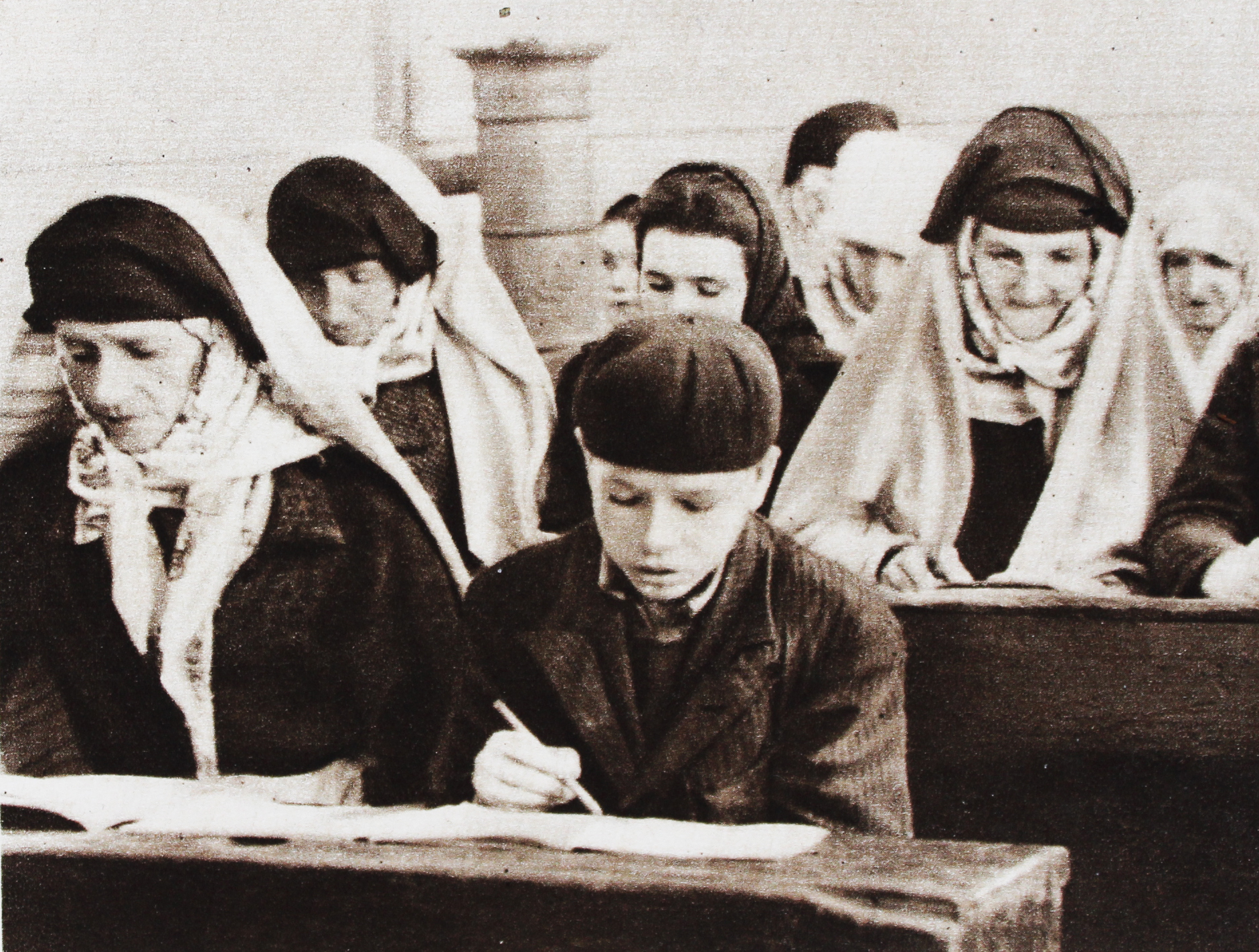
Le donne bosniache che ricevono l'istruzione elementare nel 1948. La maggior parte delle donne nel quadro sono musulmane, il che è stato visto come un grande successo dal "Fronte Antifascista femminile" della Bosnia-Erzegovina.

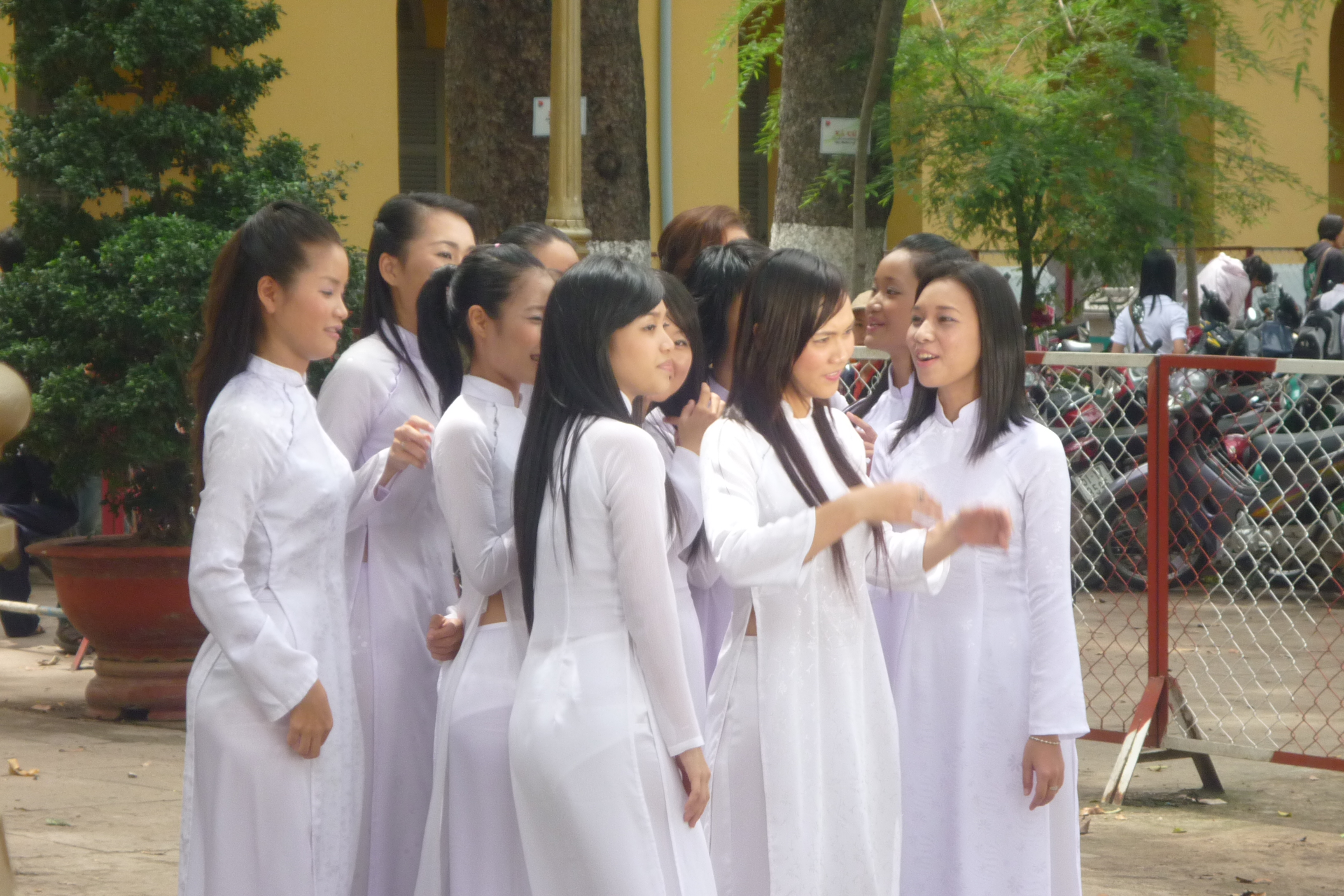
Studentesse vietnamite all'"università di Saigon".

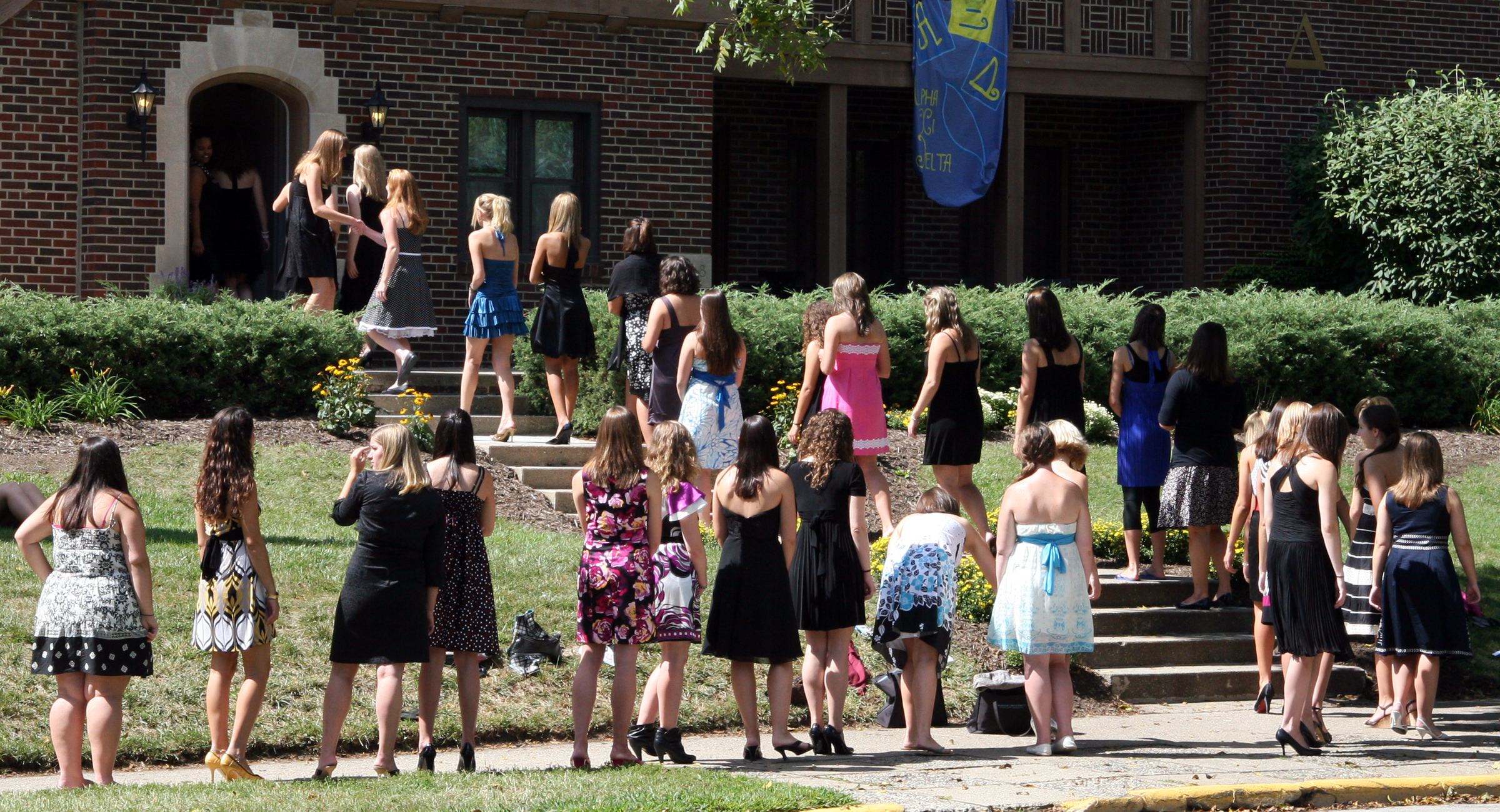
Ragazze all'Università Purdue.

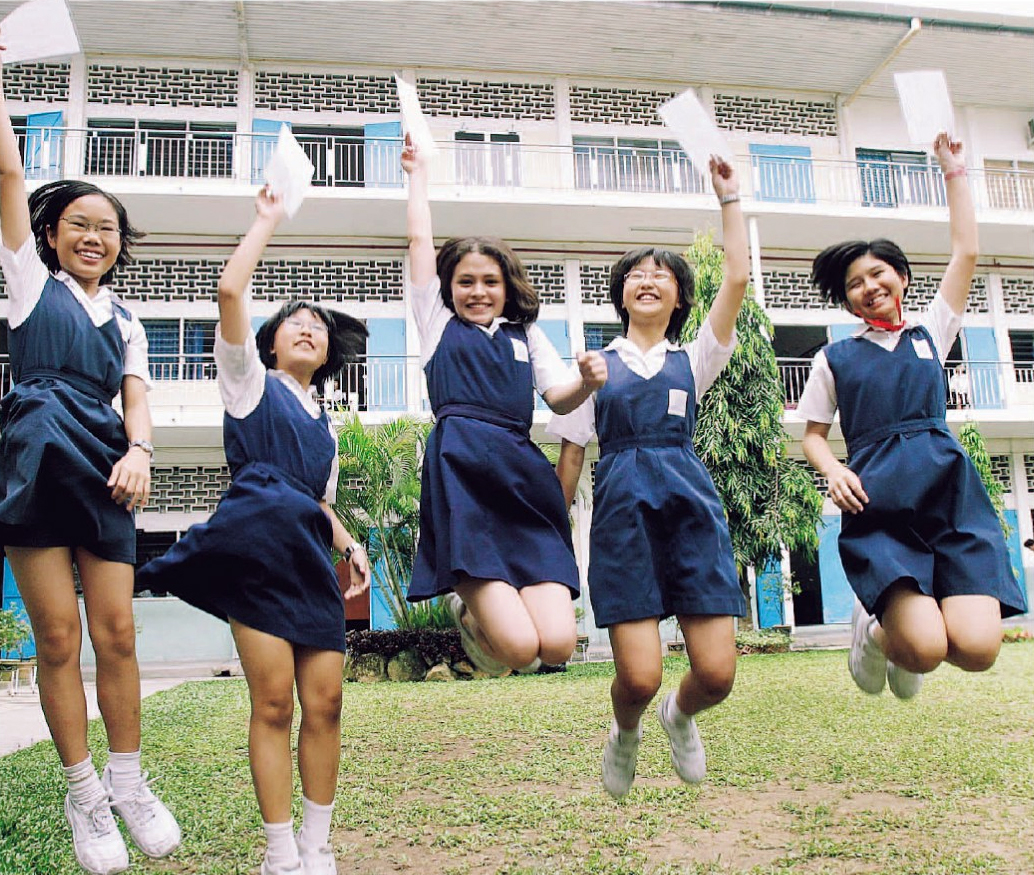
Studentesse malesi.

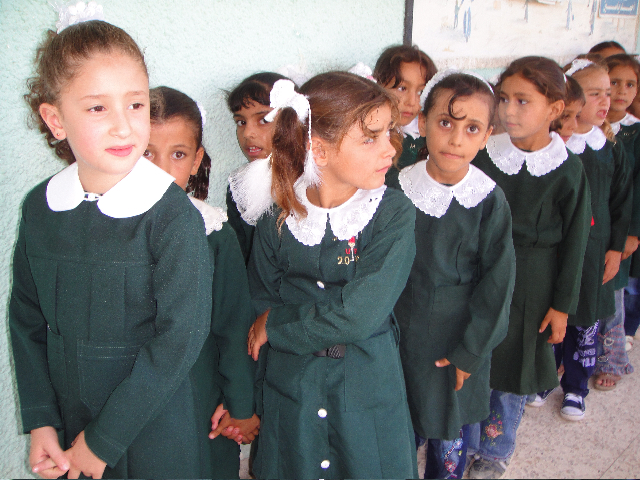
Scolare a Gaza.

### Letteratura storica
- Bathsua Makin (1673), An Essay to Revive the Ancient Education of Gentlewomen, in Religion, Manners, Arts & Tongues
- John Llewelyn Davies, Thirty years' progress in female education, London, 1879.*Anna Julia Cooper (1892), The Higher Education of Women
- Alice Zimmern (1898), Renaissance of Girls' Education in England
- Thomas Woody (1929), A History of Women's Education in the United States, 2 vols.